# Ampelopsis bodinieri
Ampelopsis bodinieri är en vinväxtart som först beskrevs av Lév. & Vaniot, och fick sitt nu gällande namn av Alfred Rehder. Ampelopsis bodinieri ingår i släktet Ampelopsis och familjen vinväxter. Utöver nominatformen finns också underarten A. b. cinerea.